# دیوید باکز
دیوید باکز (انگلیسی: David Backes؛ زادهٔ ۱ مهٔ ۱۹۸۴) بازیکن هاکی روی یخ اهل ایالات متحده آمریکا است.